# 普吕梅尔加特
普吕梅尔加特（法語：Plumergat）是法国莫尔比昂省的一个市镇，位于该省中南部，属于洛里昂区。该市镇总面积41.94平方公里，2009年时的人口为3411人。

## 人口
普吕梅尔加特人口变化图示